# Ancien malade des hôpitaux de Paris
Ancien malade des hôpitaux de Paris est une pièce de théâtre de Daniel Pennac parue en 2012 aux éditions Gallimard dans la Collection Blanche en complément d'une autre pièce intitulée Le 6e Continent et rééditée au format de poche en 2015 chez le même éditeur dans la collection Folio.

## Résumé
Au cours d'une folle nuit aux urgences d'un hôpital parisien, le docteur Gérard Galvan rencontre un malade qui présente des symptômes qui vont apparaître puis disparaître les uns après les autres, épuisant les compétences de chacun des spécialistes appelés à la rescousse.

## Mise en scène
« Plongée cocasse et irrésistible dans le monde de la médecine », la pièce est portée pour la première fois à la scène en 2013 par Benjamin Guillard au Théâtre de l'Atelier à Paris avec Olivier Saladin, ancien Deschiens, dans le rôle du docteur Galvan. La pièce est nommée aux Molières 2016 dans la catégorie « Seul en scène ».